# 科贾 (南科西嘉省)
科贾（法語：Coggia，法語發音：[kɔdʒa]）是法国南科西嘉省的一个市镇，属于阿雅克肖区。

## 地理
科贾（42°7'23"N, 8°44'56"E）面积31.33 平方千米，位于法国南科西嘉省，该省份位于科西嘉南部，后者为地中海西部的一座岛屿，也是法国的一个单一领土集体，位于法国大陆部分的东南面，意大利半島的西面，最临近的地块是撒丁岛。
与科贾接壤的市镇（或旧市镇、城区）包括：阿尔博里、维科。

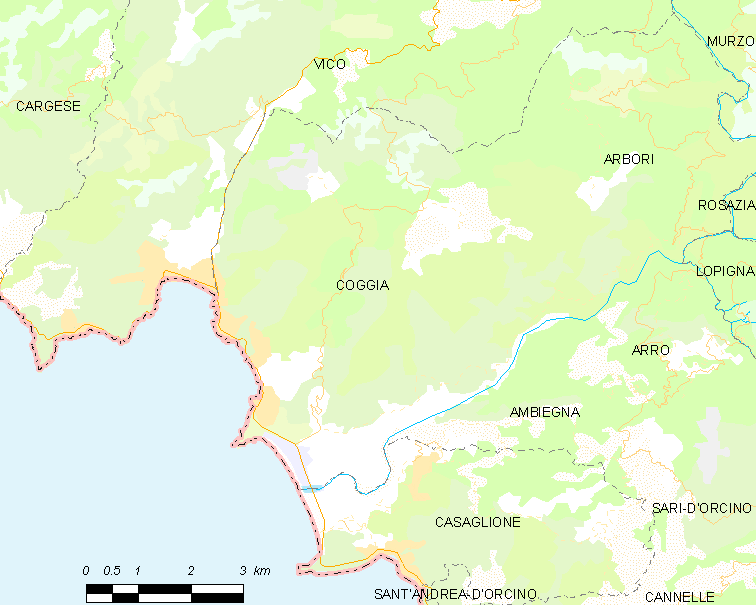
的OSM定位图

科贾的时区为UTC+01:00、UTC+02:00（夏令时）。

## 行政
科贾的邮政编码为20160、20118，INSEE市镇编码为2A090。

## 政治
科贾所属的省级选区为塞维-索鲁-奇纳尔卡县。

## 人口

1962-2008年间人口变化图示

科贾于2022年1月1日时的人口数量为808人。